# 罗讷冰川
罗讷冰川（德語：Rhonegletscher）是瑞士阿爾卑斯山脈的一座冰川，位於瑞士瓦莱州的东部的格莱奇村附近，是罗讷河的源头。冰川绵延约8公里，最大宽度达1000米。

## 消融
罗讷冰川曾經是歐洲最大的冰川，其支流可遠及法國里昂。目前罗讷冰川日益縮減，尤其在夏季時，每天縮減3公尺以上，現在是瑞士第五大冰川。

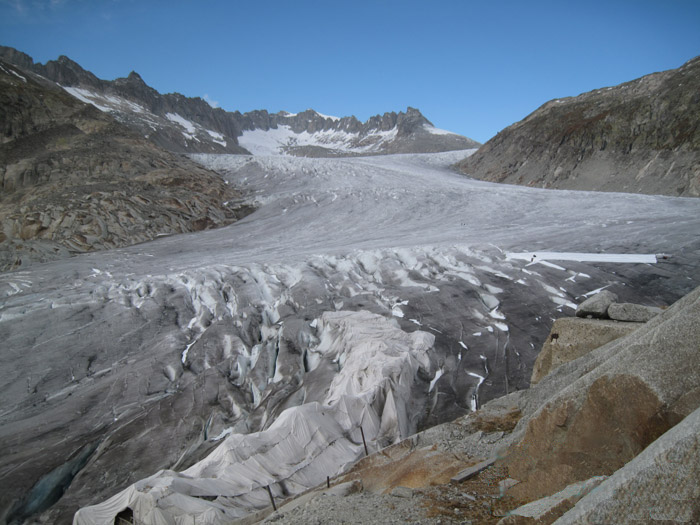
2010年
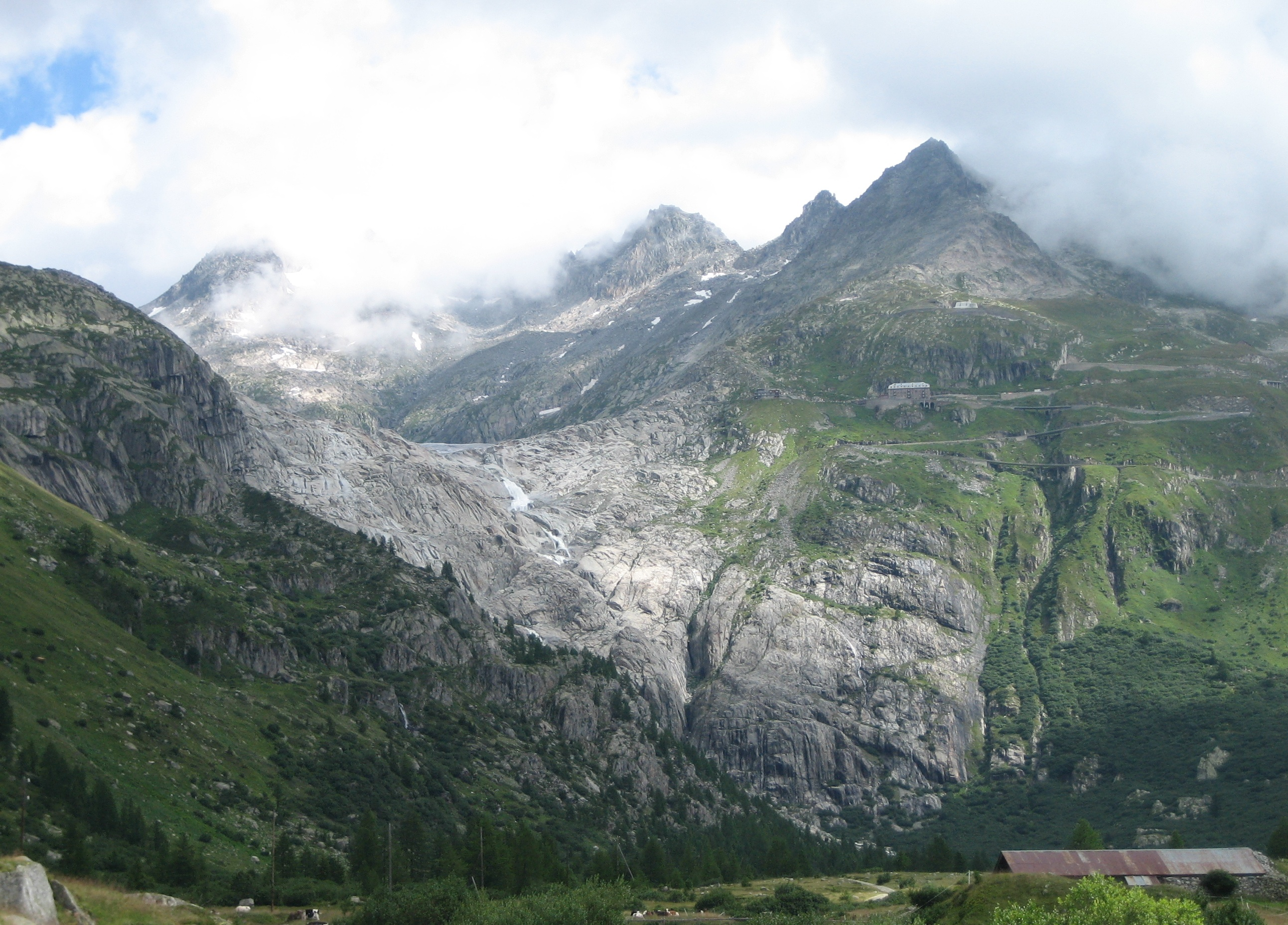
2008年
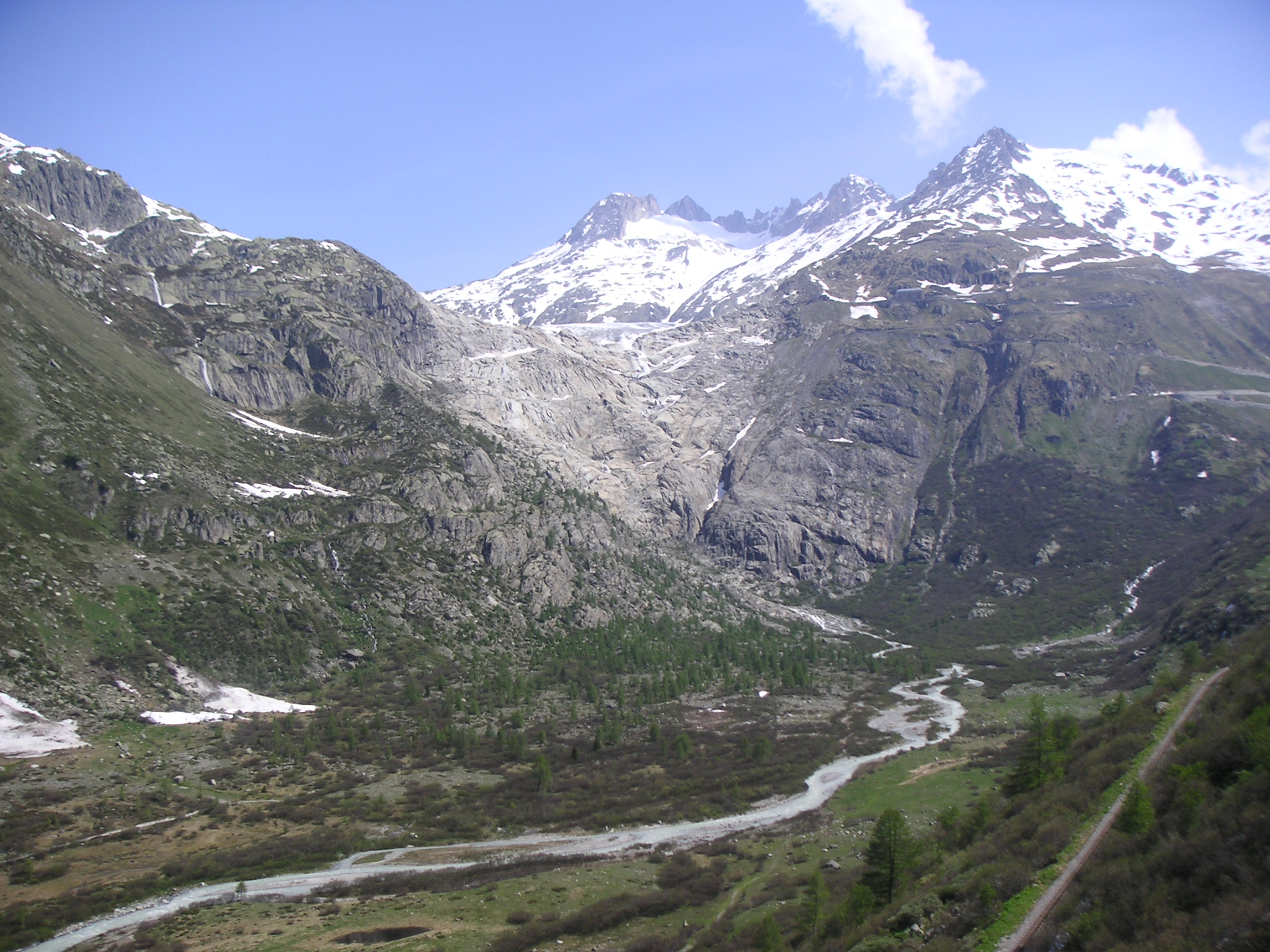
2005年
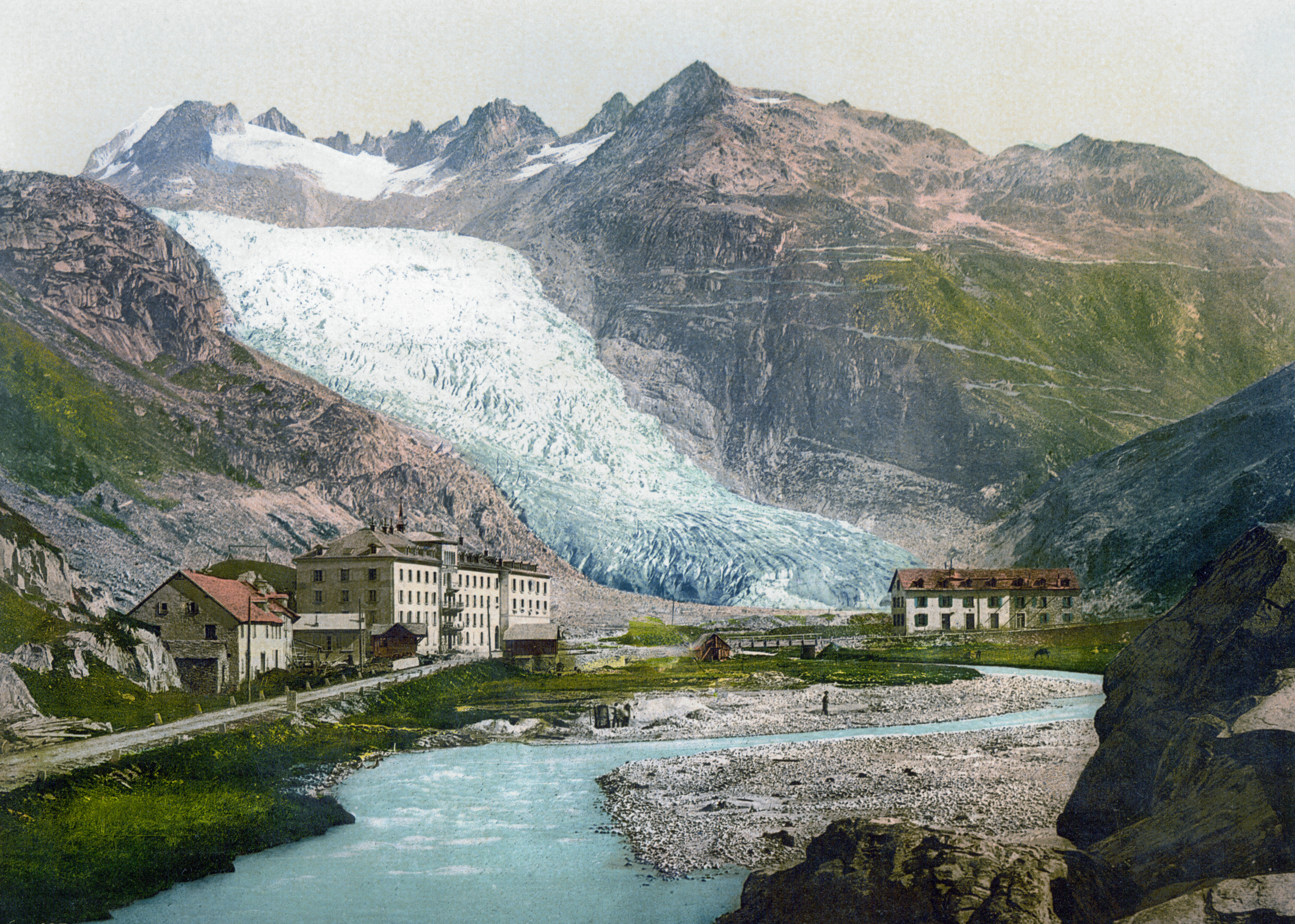
1900年
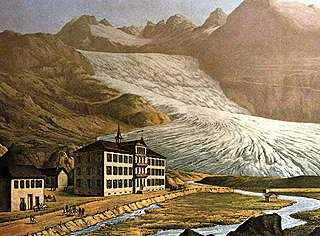
1870年

为阻止罗讷冰川加速消融的态势，近年来瑞士当地居民采取夏季给冰河覆盖毯子的方式对冰河加以保护。

## 旅游

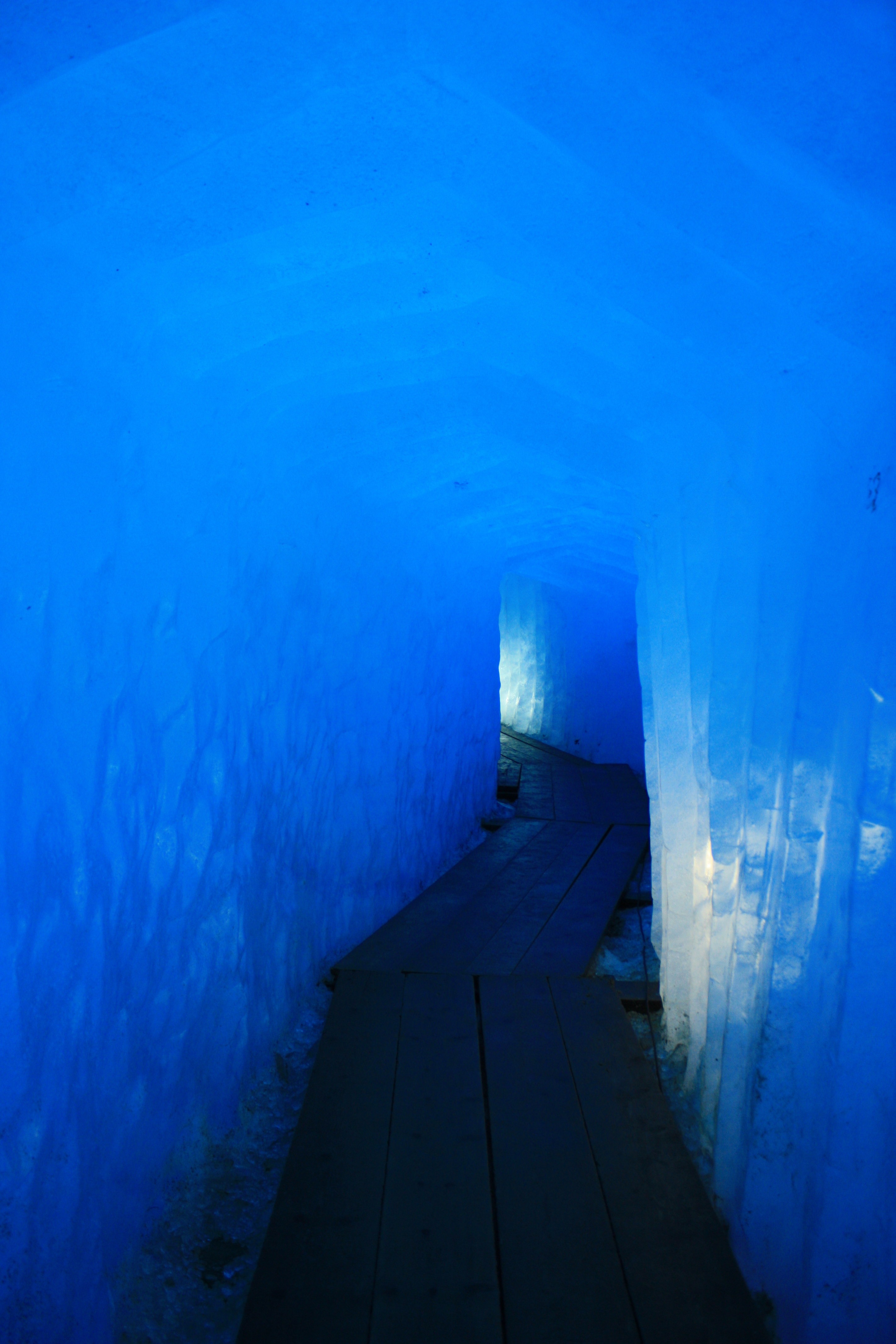
深入冰川的冰廊

从穿越富尔卡山口的公路旁的美景酒店（Hôtel Belvédère）出发，沿小路可以到达在冰川内开凿的冰廊。由于冰川不断退缩，冰廊都需要不断加深。游客沿途可以看到冰川逐年消退的痕迹。